# Флоріан Нідерлехнер
Флоріан Нідерлехнер (нім. Florian Niederlechner; 24 жовтня 1990, Еберсберг, Німеччина) — німецький футболіст, центральний нападник берлінської «Герти».

## Клубна кар'єра
Вихованець юнацьких команд «Гоенлінден», «Мюнхен 1860» та «Еберсберг». 
2008 дебютував в Ландеслізі у складі команди «Фальке Маркт-Швабен». На той час він отримав професійну підготовку на помічника промислового менеджменту.
У 2010 Флоріан виступає за «Ісманінг» з Баварської ліги. Влітку 2011 приймає пропозицію клубу «Унтергахінг» з третьої ліги. Під час зимової перерви 2012–2013 років нападник переходить до більш амбітного клубу «Гайденгайм». Разом з новою командою в 2014 році він підвищується до Другої Бундесліги. Влітку 2015 Нідерлехнер переходить до футбольної команди «Майнц 05», цей перехід новому клубу коштував €2 мільйонів Євро.
31 січня 2016 року нападника відають в оренду до клубу «Фрайбург». Влітку Нідерлехнер уклав з клубом повноцінний контракт.
29 травня 2019 року «Аугсбург» оголосив, що Флоріан приєднається до команди в наступному сезоні. Згодом сторони укладають трирічний контракт.
18 січня 2023 року Флоріан уклав контракт з берлінською «Гертою» терміном до 2025 року.